# フォール・イン・ライン
「フォール・イン・ライン」(Fall in Line)は、クリスティーナ・アギレラとデミ・ロヴァートの楽曲。

## 概要
アギレラの8枚目のスタジオ・アルバム『リベレーション』から2枚目のシングルとして発売された。ゲスト・ヴォーカルにデミ・ロヴァートを迎え、女性の権利が迫害される事への抵抗や同調圧力には流されないという強い意志を歌った曲になっている。
この年のビルボード・ミュージック・アワードで披露した。
第61回グラミー賞では最優秀ポップ・デュオ/グループ・パフォーマンス賞にノミネートされた。